# Millwood (New York)
Pour les articles homonymes, voir Millwood.
Millwood est une census-designated place du comté de Westchester, dans l'État de New York, aux États-Unis. En 2020, elle compte une population de 1 081 habitants.